# Sandra Huebenthal
Sandra Huebenthal (* 1975) ist eine deutsche römisch-katholische Theologin.

## Leben
Sandra Huebenthal studierte von 1994 bis 1999 Philosophie und Theologie an der Philosophisch-Theologischen Hochschule Sankt Georgen (PTH Sankt Georgen) in Frankfurt am Main. 1996/97 absolvierte sie ein Studienjahr am Milltown Institute for Theology and Philosophy in Dublin. Von 1997 bis 2000 studierte sie Judaistik an der Johann Wolfgang Goethe-Universität Frankfurt am Main. An der PTH Sankt Georgen absolvierte sie von 1999 bis 2005 ein Doktoratsstudium in Neutestamentlicher Exegese. Nach wissenschaftlicher Mitarbeit im Fachbereich Exegese und Theologie des Neuen Testaments an der Johann Wolfgang Goethe-Universität war sie von 2006 bis 2008 Religionslehrerin an der Ludwig-Erhard-Schule in Frankfurt-Unterliederbach. 2007 übernahm sie einen Lehr- und Forschungsauftrag für Biblische Theologie an der RWTH Aachen. 2010 bis 2013 folgte eine Forschungsprojekt der DFG zum Markusevangelium. 2013 habilitierte sie sich und erhielt die Venia Legendi für das Fach Neues Testament. Es folgten Lehrstuhlvertretungen im Fach Neues Testament an der Universität Basel (2014) und an der University of St Andrews in Schottland (2014/15).
2015 erhielt sie einen Ruf auf die Professur für Exegese und Biblische Theologie an der Universität Passau. Sie ist Herausgeberin der Reihe Studies in the Cultural Context of the Bible (Brill Schöningh).

## Schriften
- Transformation und Aktualisierung: zur Rezeption von Sach 9–14 im Neuen Testament, Verlag Katholisches Bibelwerk 2006, ISBN 978-3-460-00571-6
- mit Karin Herrmann: Intertextualität: Perspektiven auf ein interdisziplinäres Arbeitsfeld, Shaker Aachen 2007, ISBN 978-3-8322-6694-3
- Das Markusevangelium als kollektives Gedächtnis, Vandenhoeck & Ruprecht 2014, ISBN 978-3-5255-4032-9
- mit Samule Byrskog/Raimo Hakola/Jutta Jokiranta: Social memory and social identity in the study of early Judaism and early Christianity, Vandenhoeck & Ruprecht 2016, ISBN 978-3-525-59375-2
- mit Annett Giercke-Ungermann; Orks in der Gelehrtenwerkstatt?: bibelwissenschaftliche Lehrformate und Lernumgebungen neu modelliert, LIT 2016, ISBN 978-3-643-13466-0
- Melanie Peetz (Hrsg.), Sandra Huebenthal (Hrsg.): Ästhetik, sinnlicher Genuss und gute Manieren. Ein biblisches Menü in 25 Gängen, Festschrift für Hans-Winfried Jüngling SJ zum 80. Geburtstag, Peter Lang Verlag 2018, ISBN 978-3-631-74939-5